# Bahnhof Offenbach Ledermuseum
Der Bahnhof Offenbach Ledermuseum ist eine unterirdische S-Bahn-Station des City-Tunnels Offenbach in Offenbach am Main im Netz der S-Bahn Rhein-Main. Der Haltepunkt befindet sich in der Berliner Straße zwischen den Stadtteilen Nordend sowie Westend. Die Station ist nach dem nahegelegenen Deutschen Ledermuseum benannt.

## Lage und Ausstattung
Die Station gehört zur Preisklasse 4 und wurde im Zuge der Inbetriebnahme des City-Tunnels im Mai 1995 eröffnet. Sie besteht aus zwei Gleisen, die an einem Mittelbahnsteig liegen.
Die Ausgänge liegen entlang der Berliner Straße an den Kreuzungen zur Ludwigstraße sowie Pirazzistraße/August-Hecht-Straße.

## Anbindung
Der Bahnhof wird ausschließlich von S-Bahnen der Linien S1, S2, S8 und S9 bedient. 
| Linie | Verlauf | Takt                                                                                     |
| ----- | --- | ---------------------------------------------------------------------------------------- |
| S1    | Wiesbaden Hbf – Wiesbaden Ost – Mainz-Kastel – Hochheim (Main) – Flörsheim (Main) – Eddersheim – Hattersheim (Main) – Frankfurt-Sindlingen – Frankfurt-Höchst Farbwerke – Frankfurt-Höchst – Frankfurt-Nied – Frankfurt-Griesheim – Frankfurt (Main) Hbf tief – Frankfurt (Main) Taunusanlage – Frankfurt (Main) Hauptwache – Frankfurt (Main) Konstablerwache – Frankfurt (Main) Ostendstraße – Frankfurt (Main) Mühlberg – Offenbach-Kaiserlei – Offenbach Ledermuseum – Offenbach Marktplatz – Offenbach (Main) Ost – Offenbach-Bieber – Offenbach-Waldhof – Obertshausen – Rodgau-Weiskirchen – Rodgau-Hainhausen – Rodgau-Jügesheim – Rodgau-Dudenhofen – Rodgau-Nieder-Roden – Rodgau-Rollwald – Rödermark-Ober Roden                  | 30 min 15 min (Hochheim–Rödermark zur HVZ und Flörsheim–Offenbach Ost werktags tagsüber) |
| S2    | Niedernhausen (Taunus) – Niederjosbach – Bremthal – Eppstein – Lorsbach – Hofheim (Taunus) – Kriftel – Frankfurt-Zeilsheim – Frankfurt-Höchst Farbwerke – Frankfurt-Höchst – Frankfurt-Nied – Frankfurt-Griesheim – Frankfurt (Main) Hbf tief – Frankfurt (Main) Taunusanlage – Frankfurt (Main) Hauptwache – Frankfurt (Main) Konstablerwache – Frankfurt (Main) Ostendstraße – Frankfurt (Main) Mühlberg – Offenbach-Kaiserlei – Offenbach Ledermuseum – Offenbach Marktplatz – Offenbach (Main) Ost – Offenbach-Bieber – Heusenstamm – Dietzenbach-Steinberg – Dietzenbach Mitte – Dietzenbach Bhf | 30 min 15 min (zur HVZ)                                                                  |
| S8    | Wiesbaden Hbf – Wiesbaden Ost – Mainz Nord – Mainz Hbf – Mainz Römisches Theater – Mainz-Gustavsburg – Mainz-Bischofsheim – Rüsselsheim Opelwerk – Rüsselsheim – Raunheim – Kelsterbach – Frankfurt am Main Flughafen Regionalbahnhof – Frankfurt (Main) Gateway Gardens – Frankfurt am Main Stadion – Frankfurt-Niederrad – (Frankfurt (Main) Hbf /) (nur HVZ) Frankfurt (Main) Hbf tief – Frankfurt (Main) Taunusanlage – Frankfurt (Main) Hauptwache – Frankfurt (Main) Konstablerwache – Frankfurt (Main) Ostendstraße – Frankfurt (Main) Mühlberg – Offenbach-Kaiserlei – Offenbach Ledermuseum – Offenbach Marktplatz – Offenbach (Main) Ost (– Mühlheim (Main) – Mühlheim (Main) Dietesheim – Steinheim (Main) – Hanau Hbf) (nur HVZ) | 30 min                                                                                   |
| S9    | Wiesbaden Hbf – Wiesbaden Ost – Mainz-Kastel – Mainz-Bischofsheim – Rüsselsheim Opelwerk – Rüsselsheim – Raunheim – Kelsterbach – Frankfurt am Main Flughafen Regionalbahnhof – Frankfurt (Main) Gateway Gardens – Frankfurt am Main Stadion – Frankfurt-Niederrad – Frankfurt (Main) Hbf tief – Frankfurt (Main) Taunusanlage – Frankfurt (Main) Hauptwache – Frankfurt (Main) Konstablerwache – Frankfurt (Main) Ostendstraße – Frankfurt (Main) Mühlberg – Offenbach-Kaiserlei – Offenbach Ledermuseum – Offenbach Marktplatz – Offenbach (Main) Ost – Mühlheim (Main) – Mühlheim (Main) Dietesheim – Steinheim (Main) – Hanau Hbf | 30 min                                                                                   |